# Tadeusz Maślak
Tadeusz Maślak (ur. 2 lipca 1921, zm. w 1986) – polski piłkarz, hokeista, trener piłkarski i hokejowy.

## Życiorys
Karierę sportową rozpoczynał jako piłkarz Stali Sosnowiec. Następnie z piłkarzy sosnowieckiego klubu powołał drużynę hokeja na lodzie, w której był trenerem i zawodnikiem. Jako hokeista występował na szczeblu II ligi, a jako trener awansował z Zagłębiem do II ligi w 1968 roku.
W rundzie wiosennej sezonu 1967/1968 był trenerem piłkarzy Warty Zawiercie. Był także szkoleniowcem rezerw Zagłębia Sosnowiec. W 1974 roku został trenerem nowo utworzonej sekcji kobiecej piłki nożnej Czarnych Sosnowiec. Z zespołem tym zdobył tytuł mistrza Polski. W 1981 roku został pierwszym selekcjonerem kobiecej reprezentacji Polski. Pod jego wodzą 27 czerwca Polki rozegrały pierwszy międzynarodowy mecz, przegrywając 0:3 na wyjeździe z Włoszkami. 